# Schwelentrup

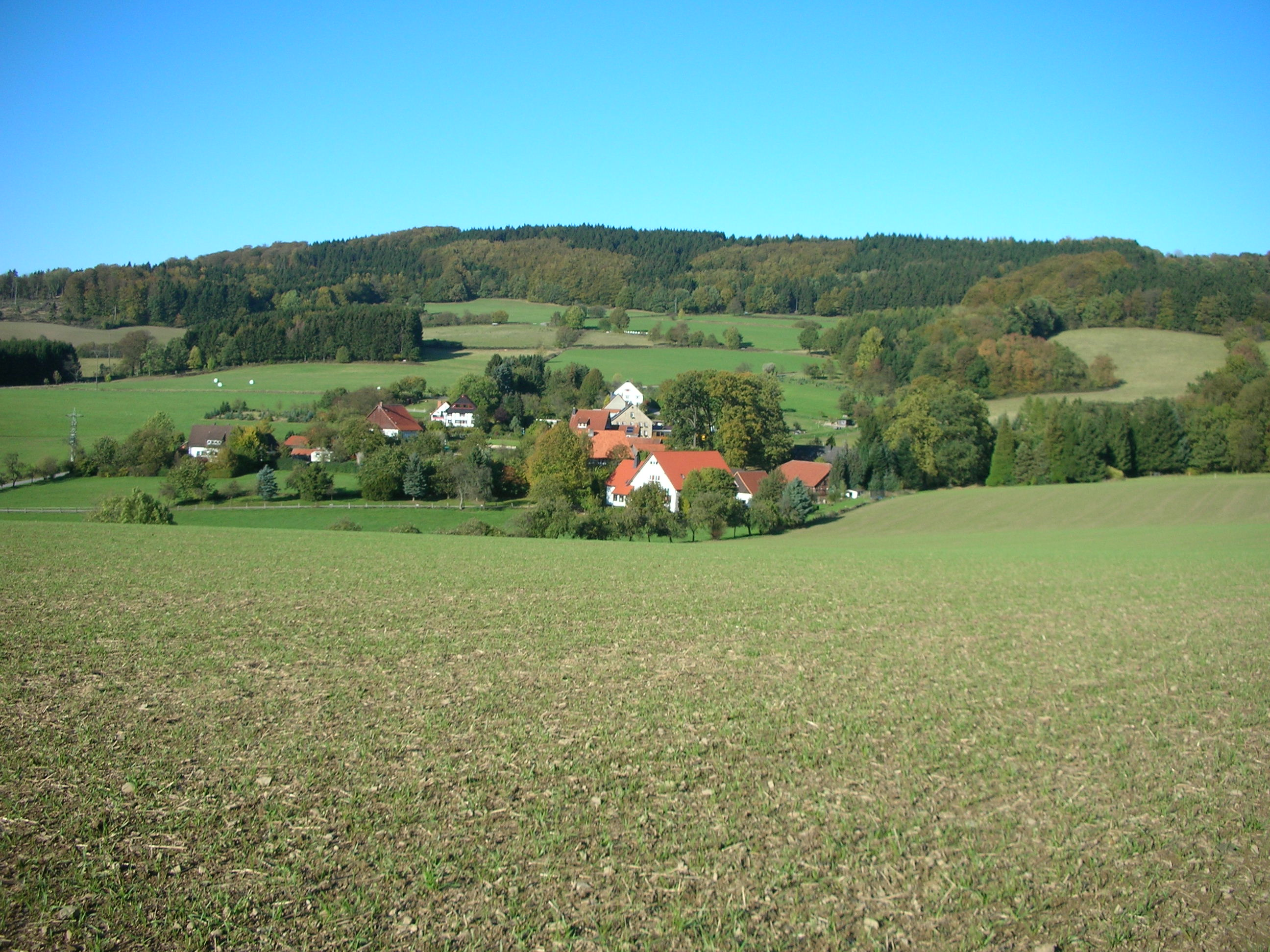
Ortsteil Alt-Schwelentrup am Steinberg

Schwelentrup ist ein Ortsteil der Gemeinde Dörentrup im Kreis Lippe in Nordrhein-Westfalen.

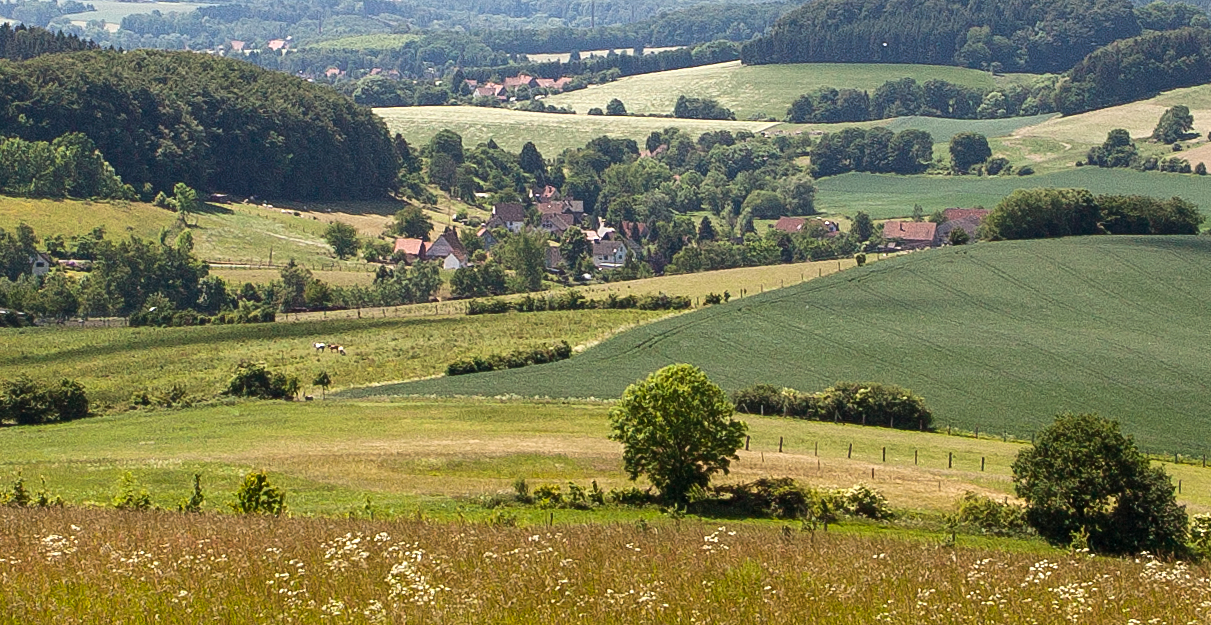
Schwelentrup, Ansicht vom Steinberg

## Geografische Lage
Schwelentrup liegt etwa zehn Kilometer nordöstlich von Lemgo, im Herzen des Lipper Berglands zwischen Weser und dem Teutoburger Wald.
Auf dem Steinberg, im Norden von Schwelentrup, befindet sich mit 396 m ü. NHN die höchste Erhebung in Nordlippe.

## Geschichte

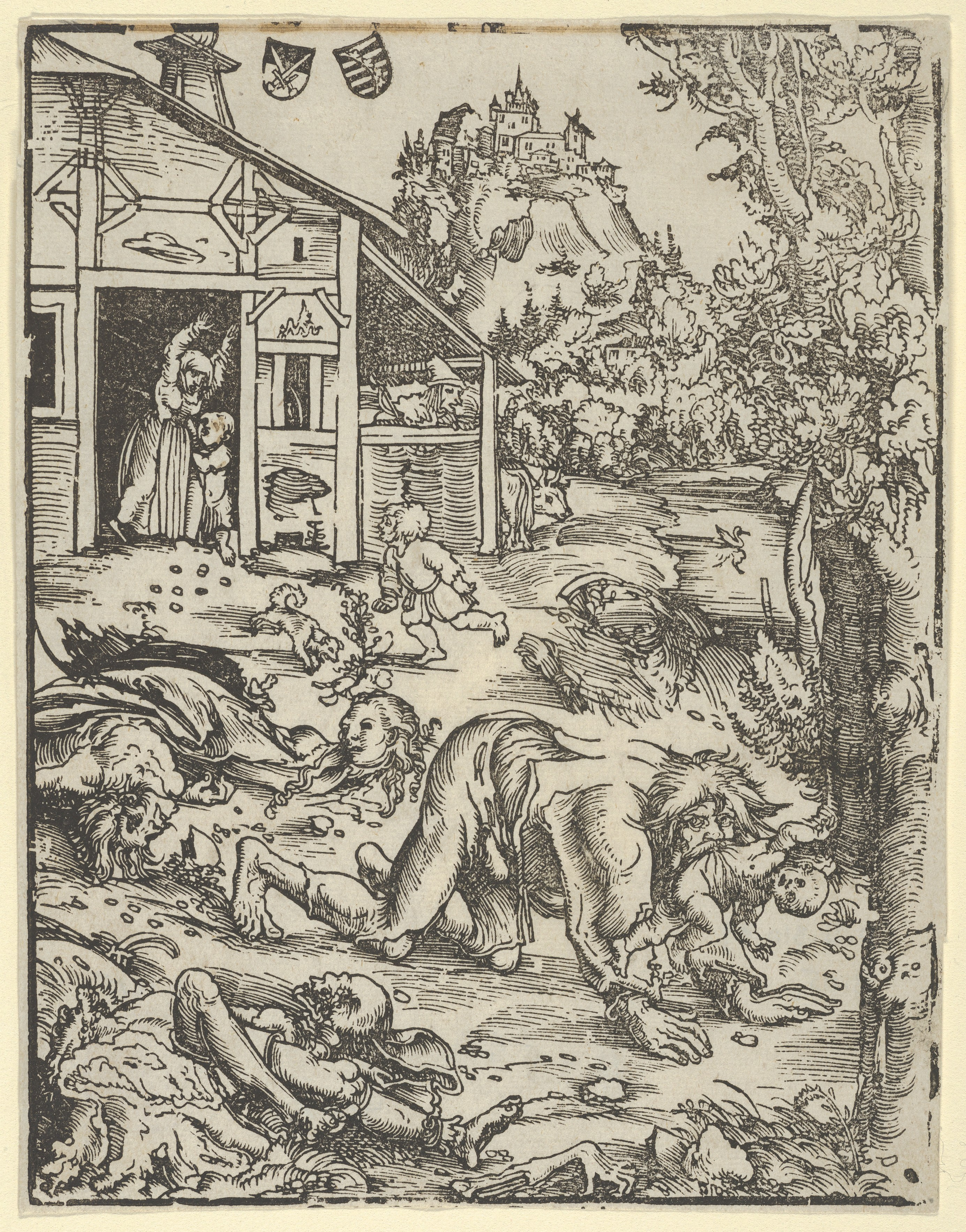
Werwolf, Lucas Cranach der Ältere, Holzschnitt, 1512

Schwelentrup wurde 1151 erstmals urkundlich als Suitherdincthorpe erwähnt. In Urkunden aus dem Jahr 1350 hieß der Ort Swederinctorpe, als Graf Heinrich von Sternberg den Jordan von Kalldorf von Abgaben aus der Ansiedlung befreite. Laut Eintragung im Landesschatzregister des Amtes Sternberg gab es um 1535 elf Höfe und Stätten in Schwelentrup. Um diese Zeit lag der Ort inmitten von ausgedehnten Wäldern, die zum Besitz der Grafen von Sternberg gehörten. Die Bewohner hatten die Erlaubnis, die Wälder zur Waldmast ihrer Schweine zu nutzen. Das Fleisch und der Schinken dieser Tiere galt als besonders schmackhaft und war sehr gefragt. Die offizielle Zuteilung der Hude und der dorfnahen Waldungen an die Bauern erfolgte erst 1712. Im Ortsgebiet Schwelentrups liegen auch die Domäne Oelentrup aus dem Jahr 1550 und die Domäne Göttentrup, die ab 1589 herrschaftliche Meierei wurde. Oelentrup wird heute vom Landesverband Lippe verwaltet, während Göttentrup im Jahr 2000 verkauft wurde.
Schwelentrup wurde während der Lemgoer Hexenprozesse zwischen 1660 und 1670 durch Gerüchte bekannt, dass in diesem Ort Werwölfe ihr Unwesen treiben sollten. Der Bauerrichter Jasper Schoef wurde in der Voruntersuchung beschuldigt, ein Werwolf zu sein, der 60 von 100 Schafen des Schafmeisters Johan Lüeking getötet habe. Dieser Vorwurf galt damals als schwerwiegende Beleidigung und gefährliche Anklage. Die Gogerichtsprotokolle geben allerdings keine Auskunft darüber, wie der Streit um die Werwolfgerüchte ausgegangen ist.
Das älteste noch erhaltene Gebäude in Schwelentrup ist das Leibzuchthaus des Hofes Pampel von 1586/87. Noch in der ersten Hälfte des 20. Jahrhunderts war der Ort verkehrstechnisch schwer zu erreichen. Dennoch gab es schon um 1920 die erste Bauernhofpension und damit den Beginn des Fremdenverkehrs. Erst 1963 wurde die Landstraße nach Schwelentrup zur Anbindung der Nato Raketen- und Radarstellung Linderhofe ausgebaut.
Am 1. Januar 1969 wurde Schwelentrup ein Teil der Gemeinde Dörentrup.

### Einwohnerentwicklung
| Jahr      | 1860 | 1939 | 1962 | 2000 |
| Einwohner | 698  | 754  | 1218 | 1638 |
| --------- | ---- | ---- | ---- | ---- |

## In Schwelentrup geboren
- Ludwig Koch (1858–1941), Oberlehrer und Mitglied des Lippischen Landtags